# Géant (mythologie aztèque)
Pour les articles homonymes, voir Géant.

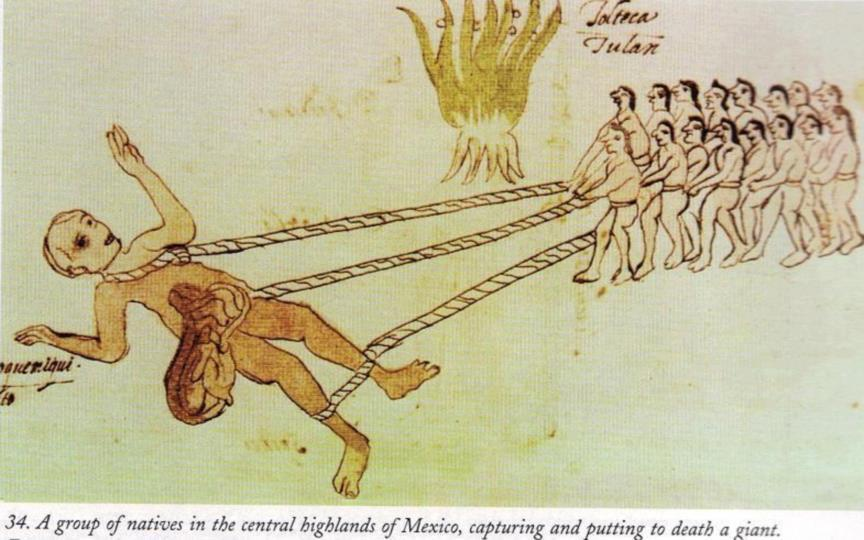
Un géant tiré par des hommes, Codex Ríos.

Dans la mythologie aztèque, les Géants (en nahuatl « Quinametzin ») sont des personnages caractérisés par une stature et une force exceptionnelles. Il convient de distinguer parmi ceux-ci les géants de la mythologie primordiale, fils de Tlalcihuatl et Tlaltecuhtli, et les dieux anthropomorphes de la Terre. Pour certains Espagnols comme Bernardino de Sahagún et Diego Duran, l'architecture des pyramides était si extraordinaire que leur existence ne semblait justifiée que par ces géants. Un fragment du codex de Diego Durán se lit comme suit:...On ne peut nier qu'il y a eu des géants dans ce pays. Je peux l'affirmer en tant que témoin oculaire, car j'ai rencontré ici des hommes d'une stature monstrueuse. Je pense qu'il y en a beaucoup au Mexique qui se souviendront, comme moi, d'un géant indien qui est apparu dans une procession du festival du Corpus Christi. Il était vêtu de soie jaune avec une hallebarde sur l'épaule et un casque sur la tête. Et il mesurait un mètre de plus que les autres...

## Générations
Les chroniques des évangélisateurs et des historiens de la Nouvelle-Espagne racontent que dans les temps anciens, il y avait des géants dans ce qui est maintenant connu sous le nom de Mexique . Ils les ont appelés quinametzin, un terme utilisé dans la mythologie méso-américaine pour designer les personnes de grande taille. Le mot quinametzin est le pluriel de quinametli. Ces géants étaient les enfants de Tlalcihuatl au temps de la création de la Terre. Les grands dieux créateurs Tezcatlipoca et Quetzalcóatl ont pensé que la Terre devrait être habitée par des êtres vifs, et pour cela, les dieux créateurs ont fait descendre du ciel Tlalcihuatl et Tlaltecuhtli. Les grands dieux créateurs Tezcatlipoca et Quetzalcóatl se sont transformés en deux grands serpents pour soutenir la créature appelée Cipactli et former la Terre avec son corps. Ces géants mangeaient des glands de chêne vert et du octli (vin), mais sont morts de faim à la fin du premier soleil Tlaltonatiuh (Nāhui-Ocēlōtl, « soleil de terre tigre ») et les Hommes furent dévorés par les jaguars (ocelotes).
La stérilité et la faim régnaient sur la Terre mais les déesses Chicomecoatl et Chalchiuhtlicue y firent revivre les plantes et les animaux .
- 2e génération : ces géants s'appelaient Hueytlacome et existaient à l'époque du deuxième soleil Ehecatonatiuh (Nāhui-Ehēcatl, « soleil d'air 4 vents »), mais la pénurie de nourriture provoqua une guerre de survivance et les premiers mortels appelés Xochitl et Cocox périrent. Les dieux décidèrent alors de détruire la Terre et les Hommes furent transformés en singes (ozomatli).

- 3e génération : ces géants s'appelaient Tzocuiliceque et existaient à l'époque du troisième soleil Tletonatiuh (Nāhui-Quihahuitl, « soleil de feu 4 pluies »), mais les dieux décidèrent de détruire la Terre et demandèrent à la déesse Xantico d'éradiquer l'humanité avec le feu volcanique. Une pluie de feu tomba alors du ciel et les Hommes furent transformés en oiseaux.

- 4e génération : après la dernière destruction de la Terre Atonatiuh (Nāhui-Ātl,  « soleil d'eau 4 eaux »), la planète n'était que désolation : les hommes étaient morts et les cieux tombés sur Terre. Cependant, les dieux amenèrent 4 géants pour élever les cieux. Ces géants s'appelaient Cuauhtemoc, Izcoalt, Izcaqlli et Tenexuche. Les grands dieux créateurs Tezcatlipoca et Quetzalcóatl se transformèrent alors en grands arbres pour aider les géants. L'arbre de Tezcatlipoca était appelé Tezcuahutl et l'arbre de Quetzalcóatl, Quetzalhuexotl. Les hommes furent alors convertis en poissons[7].

### Autres géants
Existent également les géants fils de Cihuacoatl et Mixcoatl appelés Xelhua, Tenoch, Ulmecatl, Mixtecatl, Xicalancatl et Otomitl. Ils furent chargés de fonder diverses villes.